# Iris imbricata
Espèce
Classification phylogénétique
Iris imbricata, l'Iris imbriqué, est une espèce de plantes à fleurs de la famille des Iridacées originaire du Caucase.
Nom en Russe : Ирис черепитчатый

## Description
C'est une plante herbacée vivace.
Elle dispose d'un rhizome stolonifère verdâtre.
La floraison a lieu d'avril à mai. La fleur jaune pâle comporte trois grands sépales à crête jaune et trois pétales de plus petite taille.
Cette espèce compte 24 chromosomes.
L'index GRIN signale deux synonymes :
- Iris obtusifolia Baker
- Iris sulphurea K.Koch

## Distribution
Cette belle espèce d'iris est originaire du Caucase : Russie, Arménie, Azerbaïdjan, Iran.

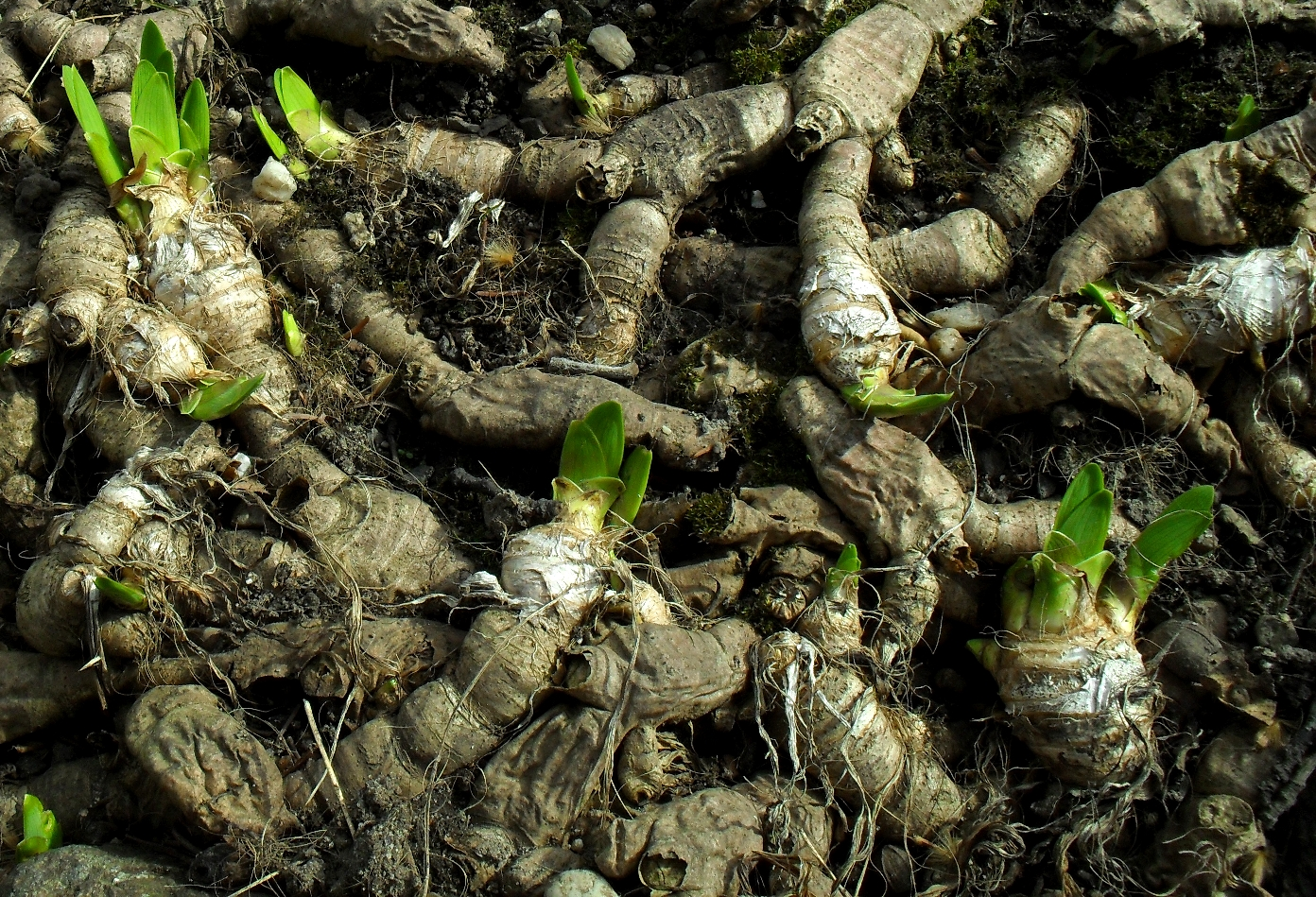
Iris imbricata - Rhizomes.
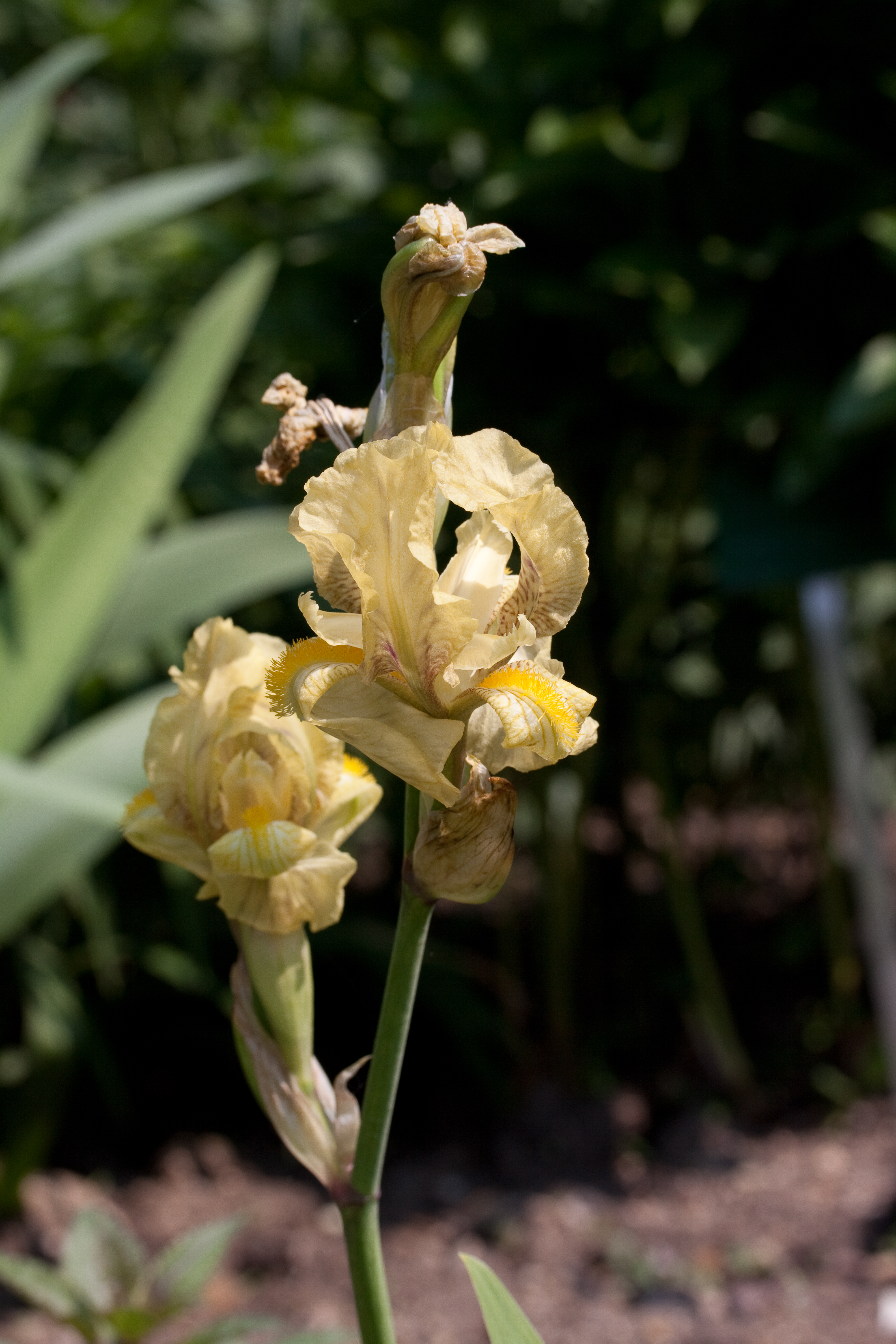
Fleurs d'Iris imbricata.
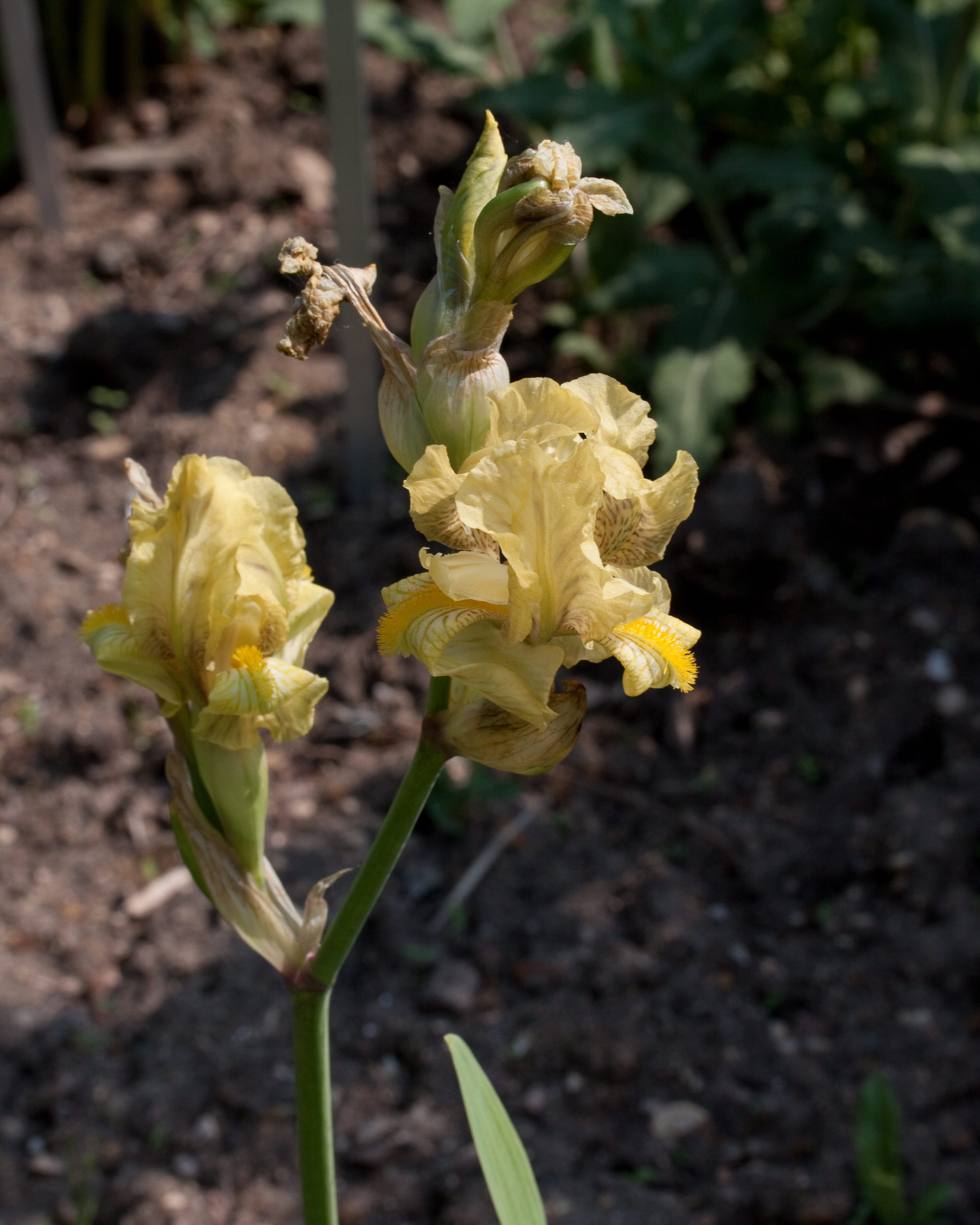
Fleurs d'Iris imbricata.